# Science Fiction: The 100 Best Novels
Science Fiction: The 100 Best Novels : An English-language selection, 1949–1984 ist ein 1985 erschienenes Buch des britischen Science-Fiction-Herausgebers David Pringle.
Es enthält eine chronologisch geordnete Zusammenstellung von Kurzessays über 100 Science-Fiction-Romane, die zwischen 1949 und 1984 erschienen sind.
Bei den Locus Awards 1986 kam es in der Kategorie nonfiction/reference auf den 6. Platz.
Die Auswahl ist weitgehend subjektiv und beschränkt sich auf Werke angelsächsischer Autoren (wie im Untertitel angezeigt) unter Ausschluss von Romanen, die eher dem Genre der Fantasy oder der Horrorliteratur zuzurechnen sind. Die zugrundegelegte Auffassung von Science-Fiction erfordert auch, dass es sich um im Prinzip realistische Inhalte und Darstellungsformen handelt, auch wenn die Voraussetzungen der Erzählungen völlig spekulativ sind. Grundlage der Auswahl war eine im März 1984 von Pringle in der Nr. 20 des SF-Magazins Foundation veröffentlichte Liste mit 99 Titeln.
Für den Bereich der Fantasy hat Pringle 1988 ein ähnlich aufgebautes Buch geschrieben.
Eine Fortsetzung von Pringles Zusammenstellung für den Zeitraum von 1985 bis 2010 mit 101 ausgewählten Romanen wurde 2012 von Damien Broderick und Paul di Filippo vorgelegt. Zu dieser Fortsetzung schrieb Pringle ein Vorwort.
Untenstehende Tabelle enthält die vorgestellten Titel:
| Titel                                            | Autor                          | Jahr      |
| ------------------------------------------------ | ------------------------------ | --------- |
| Nineteen Eighty-Four                             | George Orwell                  | 1949      |
| Earth Abides                                     | George R. Stewart              | 1949      |
| The Martian Chronicles                           | Ray Bradbury                   | 1950      |
| The Puppet Masters                               | Robert A. Heinlein             | 1951      |
| The Day of the Triffids                          | John Wyndham                   | 1951      |
| Limbo                                            | Bernard Wolfe                  | 1952      |
| The Demolished Man                               | Alfred Bester                  | 1953      |
| Fahrenheit 451                                   | Ray Bradbury                   | 1953      |
| Childhood’s End                                  | Arthur C. Clarke               | 1953      |
| The Paradox Men                                  | Charles L. Harness             | 1953      |
| Bring the Jubilee                                | Ward Moore                     | 1953      |
| The Space Merchants                              | Frederik Pohl, C. M. Kornbluth | 1953      |
| Ring Around the Sun                              | Clifford D. Simak              | 1953      |
| More Than Human                                  | Theodore Sturgeon              | 1953      |
| Mission of Gravity                               | Hal Clement                    | 1954      |
| A Mirror for Observers                           | Edgar Pangborn                 | 1954      |
| The End of Eternity                              | Isaac Asimov                   | 1955      |
| The Long Tomorrow                                | Leigh Brackett                 | 1955      |
| The Inheritors                                   | William Golding                | 1955      |
| The Stars My Destination                         | Alfred Bester                  | 1956      |
| The Death of Grass                               | John Christopher               | 1956      |
| The City and the Stars                           | Arthur C. Clarke               | 1956      |
| The Door into Summer                             | Robert A. Heinlein             | 1957      |
| The Midwich Cuckoos                              | John Wyndham                   | 1957      |
| Non-Stop                                         | Brian Aldiss                   | 1958      |
| A Case of Conscience                             | James Blish                    | 1958      |
| Have Space-Suit—Will Travel                      | Robert A. Heinlein             | 1958      |
| Time Out of Joint                                | Philip K. Dick                 | 1959      |
| Alas, Babylon                                    | Pat Frank                      | 1959      |
| A Canticle for Leibowitz                         | Walter M. Miller               | 1959      |
| The Sirens of Titan                              | Kurt Vonnegut                  | 1959      |
| Rogue Moon                                       | Algis Budrys                   | 1960      |
| Venus Plus X                                     | Theodore Sturgeon              | 1960      |
| Hothouse                                         | Brian W. Aldiss                | 1962      |
| The Drowned World                                | James Graham Ballard           | 1962      |
| A Clockwork Orange                               | Anthony Burgess                | 1962      |
| The Man in the High Castle                       | Philip K. Dick                 | 1962      |
| Journey Beyond Tomorrow                          | Robert Sheckley                | 1963      |
| Way Station                                      | Clifford D. Simak              | 1963      |
| Cat’s Cradle                                     | Kurt Vonnegut                  | 1963      |
| Greybeard                                        | Brian W. Aldiss                | 1964      |
| Nova Express                                     | William S. Burroughs           | 1964      |
| Martian Time-Slip                                | Philip K. Dick                 | 1964      |
| The Three Stigmata of Palmer Eldritch            | Philip K. Dick                 | 1964      |
| The Wanderer                                     | Fritz Leiber                   | 1964      |
| Norstrilia                                       | Cordwainer Smith               | 1964–1968 |
| Dr Bloodmoney                                    | Philip K. Dick                 | 1965      |
| Dune                                             | Frank Herbert                  | 1965      |
| The Crystal World                                | James Graham Ballard           | 1966      |
| Make Room! Make Room!                            | Harry Harrison                 | 1966      |
| Flowers for Algernon                             | Daniel Keyes                   | 1966      |
| The Dream Master                                 | Roger Zelazny                  | 1966      |
| Stand on Zanzibar                                | John Brunner                   | 1968      |
| Nova                                             | Samuel R. Delany               | 1968      |
| Do Androids Dream of Electric Sheep?             | Philip K. Dick                 | 1968      |
| Camp Concentration                               | Thomas M. Disch                | 1968      |
| The Final Programme                              | Michael Moorcock               | 1968      |
| Pavane                                           | Keith Roberts                  | 1968      |
| Heroes and Villains                              | Angela Carter                  | 1969      |
| The Left Hand of Darkness                        | Ursula K. Le Guin              | 1969      |
| The Palace of Eternity                           | Bob Shaw                       | 1969      |
| Bug Jack Barron                                  | Norman Spinrad                 | 1969      |
| Tau Zero                                         | Poul Anderson                  | 1970      |
| Downward to the Earth                            | Robert Silverberg              | 1970      |
| The Year of the Quiet Sun                        | Wilson Tucker                  | 1970      |
| 334                                              | Thomas M. Disch                | 1972      |
| The Fifth Head of Cerberus                       | Gene Wolfe                     | 1972      |
| The Dancers at the End of Time                   | Michael Moorcock               | 1972–1976 |
| Crash                                            | James Graham Ballard           | 1973      |
| Looking Backward, From the Year 2000             | Mack Reynolds                  | 1973      |
| The Embedding                                    | Ian Watson                     | 1973      |
| Walk to the End of the World                     | Suzy McKee Charnas             | 1974      |
| The Centauri Device                              | M. John Harrison               | 1974      |
| The Dispossessed                                 | Ursula K. Le Guin              | 1974      |
| Inverted World                                   | Christopher Priest             | 1974      |
| High-Rise                                        | James Graham Ballard           | 1975      |
| Galaxies                                         | Barry N. Malzberg              | 1975      |
| The Female Man                                   | Joanna Russ                    | 1975      |
| Orbitsville                                      | Bob Shaw                       | 1975      |
| The Alteration                                   | Kingsley Amis                  | 1976      |
| Woman on the Edge of Time                        | Marge Piercy                   | 1976      |
| Man Plus                                         | Frederik Pohl                  | 1976      |
| Michaelmas                                       | Algis Budrys                   | 1977      |
| The Ophiuchi Hotline                             | John Varley                    | 1977      |
| Miracle Visitors                                 | Ian Watson                     | 1978      |
| Engine Summer                                    | John Crowley                   | 1979      |
| On Wings of Song                                 | Thomas M. Disch                | 1979      |
| The Walking Shadow                               | Brian Stableford               | 1979      |
| Juniper Time                                     | Kate Wilhelm                   | 1979      |
| Timescape                                        | Gregory Benford                | 1980      |
| The Dreaming Dragons                             | Damien Broderick               | 1980      |
| Wild Seed                                        | Octavia E. Butler              | 1980      |
| Riddley Walker                                   | Russell Hoban                  | 1980      |
| Roderick and Roderick at Random                  | John Sladek                    | 1980–1983 |
| The Book of the New Sun                          | Gene Wolfe                     | 1980–1983 |
| The Unreasoning Mask                             | Philip José Farmer             | 1980      |
| Oath of Fealty                                   | Larry Niven, Jerry Pournelle   | 1981      |
| No Enemy But Time                                | Michael Bishop                 | 1982      |
| The Birth of the People’s Republic of Antarctica | John Calvin Batchelor          | 1983      |
| Neuromancer                                      | William Gibson                 | 1984      |

## Ausgaben
- Erstausgabe (UK): Science Fiction: The 100 Best Novels. Xanadu, 1985, ISBN 0-947761-11-X.
- US-Ausgabe: Science Fiction: The 100 Best Novels. Carroll & Graf, 1986, ISBN 0-88184-259-1.
- Aktuelle Ausgabe: Science Fiction: The 100 Best Novels. Carroll & Graf, 1997, ISBN 0-7867-0481-0.
- E-Book: Science Fiction: The 100 Best Novels. Gateway / Orion, 2014, ISBN 978-1-4732-0807-0.